# Cuviera macroura
Cuviera macroura är en måreväxtart som beskrevs av Karl Moritz Schumann. Cuviera macroura ingår i släktet Cuviera och familjen måreväxter. Inga underarter finns listade i Catalogue of Life.